# Мерзкая (приток Бойни)
Мерзкая (Мирская) — река в России, протекает по Старицкому и Ржевскому районам Тверской области. Устье реки находится в 18 км от устья Бойни по левому берегу. Длина реки составляет 24 км, площадь водосборного бассейна — 92,7 км². В 4 км от устья впадает левый приток Дарня.

## Данные водного реестра
По данным государственного водного реестра России относится к Верхневолжскому бассейновому округу, водохозяйственный участок реки — Волга от Верхневолжского бейшлота до города Зубцов, без реки Вазуза от истока до Зубцовского гидроузла, речной подбассейн реки — бассейны притоков (Верхней) Волги до Рыбинского водохранилища. Речной бассейн реки — (Верхняя) Волга до Куйбышевского водохранилища (без бассейна Оки).
Код объекта в государственном водном реестре — 08010100412110000000885.